# Владыкины
Влады́кины — древние русские дворянские роды.
Известны девять родов этого имени, различного происхождения.
В Гербовник внесены три фамилии Владыкиных:
1. Потомство Матвея Владыкина, сын которого, Василий владел поместьями (1646) (Герб. Часть VIII. № 88)
2. Потомство Якова и Матвея Михайловичей Владыкиных, написанных в числе дворян (1677) (Герб. Часть VII № 126).
3. Потомство Андрея Денисовича Владыкина, состоявшего в дворянах (1686) (Герб. Часть XII. № 110)[1].

Родоначальником одного из них был живший в половине XVI века Никон Андреевич Чертов. Потомки его получили дозволение писаться Владыкиными (1656). Семён Васильевич Владыкин погиб (1656) под Шкловом, а Иван Фёдорович убит (1671) Стенькою Разиным. Лука Романович Владыкин при царе Фёдоре Алексеевиче был вторым судьёй Монастырского приказа. Этот род внесён в VI часть родословной книги Владимирской губернии.
Матвей Васильевич Владыкин — родоначальник второго рода, служил городовым дворянином по Владимиру (1627—1629). Сын его Василий был пожалован за службу во время русско-польской войны (1654—1656) вотчинами во Владимирском уезде. Потомки старшего сына его Ивана по владению поместьями в Саратовской губернии внесены в VI часть родословной книги этой губернии, потомки же младшего его сына, Силы, сохранили за собою родовые поместья во Владимирской губернии и приобрели значительные имения в Пензенской губернии; они записаны в VI часть родословных книг обеих губерний.
Третий род берёт начало от Матвея Михайловича Владыкина, который был писан (1677) в числе пензенских детей боярских. Сын Матвея, Алексей, был при императрице Елизавете Петровне переводчиком китайских и маньчжурских дел. Потомство его внесено в VI часть родословной книги Пензенской губернии.
Шесть остальных родов Владыкиных — менее старинного происхождения: два из них записаны в родословной книге Петербургской губернии (части 2 и 3), один во 2 части родословной книги Ярославской губернии, один во 2 части родословной книги Московской губернии и один во 2 части родословной книги Оренбургской губернии.

## История рода
Юрий Владыкин упоминается на свадьбе князя В.Д. Холмского (1500). Истома Иванович владел поместьем в Тверском уезде (1540), а Василий-Надежда Богданович в Коломенском уезде (1577). Никита Владыкие описывал Шелонскую пятину (1545). Пять представителей рода владели поместьями во 2-й половине XVI столетия в Суздальском уезде. Юрий Никитич упоминается (1566).
Афанасий Васильевич получил от Сигизмунда III грамоту на Суздальскую вотчину (1610). Матвей Васильевич подписал грамоту об избрании на царство Михаила Фёдоровича (1613), окладчик (1622). Прокофий Матвеевич выборный на Земский собор (1642), послан в Гороховец для межевого дела (1661), воевода в Юрьеве Польском (1673), московский дворянин (1658-1677). Яков Тимофеевич Каширский помещик (1660). Василий Матвеевич получил жалованную грамоту (1677).
Четверо представителей рода владели населёнными имениями (1699).

## Описание гербов

### Герб Владыкиных 1785 г.
В Гербовнике Анисима Титовича Князева 1785 года имеется изображение двух печатей с гербами представителей рода Владыкиных:
1. Герб Глеба Алексеевича Владыкина: в синем поле щита изображена золотая пушка на красном лафете. На пушке сидит райская птица. Щит расположен на княжеской мантии и увенчан шапкой княжеского достоинства (герб князей смоленских, копия герба Ржевских).
2. Герб Степана (отчества нет) Владыкина: в синем поле щита изображены: из правого верхнего угла, к середине щита левой стороны, золотой лук, через который, наискось, от верхнего левого угла, к правому нижнему углу, вставлена до половины серебряная стрела, остриём вниз. Стрелой пробита (положена накрест сверху?) серебряная рыба, головой к верху. Щитодержатели: два воина. Щит расположен на княжеской мантии и увенчан шапкой княжеского достоинства[10].

### Герб рода. Часть VII. № 126
В щите, разделённом перпендикулярно надвое, в правой половине в голубом поле изображён золотой крест и под ним серебряная восьмиугольная звезда (польский герб Круцини). В левой половине в красном поле находится золотой лев, стоящий на задних лапах, держащий в правой лапе меч, остриём вверх.
Щит увенчан дворянскими шлемом и короной. Нашлемник: три страусовых пера. Намёт на щите голубой, подложенный золотом.

### Герб рода. Часть VIII. № 88
Герб потомства Василия Матвеевича Владыкина, владевшего поместьями в 1646 году: в щите голубого и красного цвета изображено от середины к нижнему углам стропило из золотых и серебряных шахмат, по бокам стропила находится по одному льву, имеющему в передней лапе над стропилом по серебряной сабле, остроконечиями к верхним углам обращённой. Щит увенчан дворянским шлемом и короной с тремя страусовыми перьями. Намёт на щите красного и голубого цвета, подложенный золотом.

### Герб рода. Часть XII. № 110.
Герб потомства Андрея Денисовича Владыкина, состоявшего в 1686 году в московских дворянах: в голубом поле золотая райская птица с красными и зелёными перьями в хвосте. Щит увенчан дворянским коронованным шлемом. Нашлемник — райская птица с теми же перьями в хвосте. Намет голубой с золотом.

## Известные представители
- Владыкин Афанасий Васильевич — владимирский городовой дворянин (1613).
- Владыкины: Василий Матвеевич, Матвей Васильевич — владимирские городовые дворяне (1625-1627).
- Владыкин Иван Яковлевич — дьяк Новгородского митрополита (1660).
- Владыкин Никифор — патриарший стряпчий (1668).
- Владыкин Роман Иванович — описывал земли Московского уезда (1680).
- Владыкин Иван — воевода в Серпухове (16??).
- Владыкин Алексей Михайлович (1676-?) — стольник, адъютант адмирала Ф.А. Головина, майор в 1710, статский советник (1741) [13].
- Владыкин Денис Иванович — патриарший насадный промышленник (1688-1695).
- Владыкин Пётр Сергеевич — стольник (1680-1692), участник Азовского похода (1696).
- Владыкин Никита Яковлевич — воевода в Тобольске (1682-1684), участник Азовского похода (1696)[14].
- Владыкины: Андрей Денисович, Григорий Прокофьевич, Фёдор Васильевич, Прокопий, Сергей, Сила и Яков Матвеевичи — московские дворяне (1658-1692)
- Владыкин Никита Яковлевич — стряпчий (1692)[15].